# Pomes Penyeach
Pomes Penyeach est un recueil de treize poèmes de James Joyce publié ensemble en 1927 par Shakespeare and Co à Paris.

## Le titre
Pomes est une écriture phonétique d'une des prononciations possibles du mot anglais « poems », et il est aussi possible d'y voir un jeu de mots avec le mot français « pomme », d'où la traduction du titre par « Pommes d'Api ».
Le premier poème Tilly (tuilleadh en irlandais) est un bonus : les commerçants irlandais offraient un treizième objet au client qui en achetait douze comme les boulangers anglais qui donnaient un treizième pain au client qui en achetait douze
Le prix était de 12 francs, ou un shilling, soit 12 pence conformément au titre Penyeach (un penny chacun).
Dans la même veine, Joyce a écrit Pennipomes twoguineaseach sans doute en 1933.

## Liste des poèmes
Tilly (Dublin, 1904, d'abord nommé “Cabra”)

Watching the Needleboats at San Sabba (Trieste, 1912)

A Flower Given to My Daughter (Trieste, 1913)

She Weeps over Rahoon (Trieste, 1913)

Tutto è sciolto (Trieste, 13 juillet 1914)

On the Beach at Fontana (Trieste, 1914)

Simples (Trieste, 1914)

Flood (Trieste, 1915)

Nightpiece (Trieste, 22 janvier 1915)

Alone (Zurich,1916)

A Memory of the Players in a Mirror at Midnight (Zurich, 1917)

Bahnhofstrasse (Zurich, 1918) 

A Prayer (Paris 1924)

## Mise en musique
Treize compositeurs mirent en musique les poèmes au sein d'un recueil intitulé The Joyce Book, édité par Herbert Hughes et publié par Oxford University Press en 1933.
- Tilly par E. J. Moeran
- Watching the needleboats at San Sabba par Arnold Bax
- A Flower given to my daughter par Albert Roussel
- She Weeps over Rahoon par Herbert Hughes
- Tutto è sciolto par John Ireland
- On the beach at Fontana par Roger Sessions
- Simples par Arthur Bliss
- Flood par Herbert Howells
- Nightpiece par George Antheil
- Alone par Edgardo Carducci
- A memory of the players in a mirror at midnight par Eugène Goossens
- Bahnhofstrasse par C. W. Orr
- A prayer par Bernard van Dieren